# آلفرد کلینلر
آلفرد کلینلر (انگلیسی: Alfred Klingler؛ زادهٔ ۲۵ اکتبر ۱۹۱۲ درگذشته نامشخص) بازیکن هندبال اهل آلمان بود.